# De viruscode
De viruscode (Engels: The Fever Code) is een sciencefictionboek uit 2016 van de Amerikaanse schrijver James Dashner.
Het verhaal is een prequel op de labyrintrenner-trilogie. Het is het vijfde boek in de reeks en chronologisch het tweede van de boekenreeks. Het boek speelt zich af tussen de gebeurtenissen van De moordopdracht en De labyrintrenner.